# Bryonycta
Bryonycta é um gênero de traça pertencente à família Arctiidae.